# Adolphe Prins

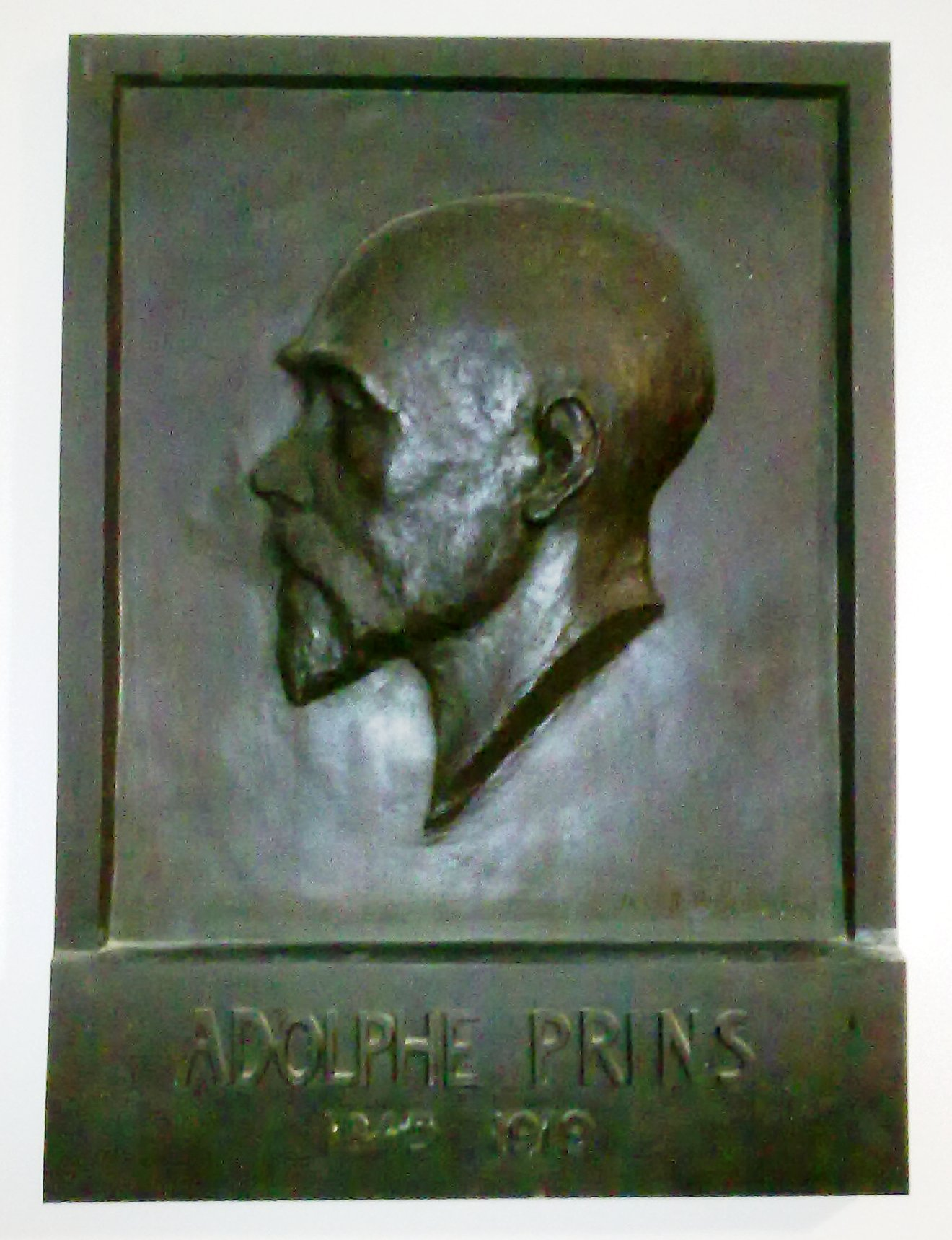
Adolphe Prins, Bronzerelief in der alten Juristischen Fakultät der Universität Brüssel

Adolphe Prins (* 2. November 1845 in Brüssel; † 30. September 1919 in Ixelles) war ein belgischer Rechtswissenschaftler und Kriminologe. Der Strafrechtsspezialist entwickelte ab 1886 das Konzept der Défense Sociale im Strafrecht und war damit ein Pionier der Resozialisierung.
Prins war Professor an der juristischen Fakultät der Université Libre de Bruxelles und ab 1900 deren Rektor. Er war Generalinspektor der belgischen Gefängnisse und Präsident der Union Internationale du Droit Pénal (der internationalen Union für Strafrecht). 1891 wurde er zum Mitglied der Königlichen Akademie Belgiens ernannt.

## Werke
- Des droits de souveraineté de l'état sur l'église en Belgique, 1874
- De l'appel dans l'organisation judiciaire répressive. Étude historique et critique, 1875
- Discours sur le développement politique de l'ancien droit national, 1875
- Le jury moderne et l'organisation judiciaire, 1877
- La philosophie du droit et l'école historique, 1882
- La démocratie et le régime parlementaire, 1884
- Criminalité et répression. Essai de science pénale, 1886
- La loi sur la libération conditionnelle et les condamnations conditionnelles, 1888
- L’organisation de la liberté et le devoir social, 1895 (Digitalisat), deutsch als Freiheit und soziale Pflichten, Berlin 1897
- Science pénal et droit positif, 1899
- De l'esprit du gouvernement démocratique. Essai de science politique, 1906
- La défense sociale et les transformations du droit pénal, 1910 (Digitalisat als PDF)

Werkausgabe:
- L'oeuvre d'Adolphe Prins, hrsg. von Louis Wodon und Jean Servais, 1934